# Korczew (Mazovië)
Korczew is een dorp in het Poolse woiwodschap Mazovië, in het district Siedlecki. De plaats maakt deel uit van de gemeente Korczew en telt 760 inwoners.